# Natural Breaks
Bei Natural Breaks (etwa: natürliche Unstetigkeiten) handelt es sich um einen graphischen Ansatz zur Klassifikation von Daten. Die Methode lässt sich u. a. in der Clusteranalyse, bei Frequenzdiagrammen und kumulativen Frequenzdiagrammen anwenden. Dazu werden optisch auffallende Gruppierungen oder Klassengrenzen zur Klassifikation der Ausgangsdaten herangezogen, um beispielsweise Klasseneinteilungen für Karten und andere klassierte Darstellungen vorzunehmen.